# مارتين ميشيل
مارتين ميشيل (بالإسبانية: Martín Michel)‏ (4 أكتوبر 1983 - ) هو لاعب كرة قدم أرجنتيني في مركز الهجوم. لعب مع كيلمس وClub y Biblioteca Ramón Santamarina ‏.

## وصلات خارجية
- مارتين ميشيل على موقع قاعدة بيانات كرة القدم.إي يو (الإنجليزية)
- مارتين ميشيل على موقع Soccerway.com (الإنجليزية)